# بيلي باتلر (عازف قيثارة جاز)
بيلي باتلر (بالإنجليزية: Billy Butler)‏ هو عازف جاز أمريكي، ولد في 15 ديسمبر 1925 في فيلادلفيا في الولايات المتحدة، وتوفي في 20 مارس 1991 في تينيك (نيوجيرسي) في الولايات المتحدة.

## وصلات خارجية
- بيلي باتلر على موقع ميوزك برينز (الإنجليزية)
- بيلي باتلر على موقع أول ميوزيك (الإنجليزية)
- بيلي باتلر على موقع ديسكوغز (الإنجليزية)